# Suži
Suži es un barrio de la ciudad de Riga, Letonia.

## Superficie
Posee una superficie de 4,023 kilómetros cuadrados (402,3 hectáreas).

## Población
Hasta 2021 presentaba una población de 450 habitantes, con una densidad de población de 111,8 habitantes por kilómetro cuadrado.

## Transporte

### Rutas
- Autobús: 11, 19, 29.[1]